# 瀬戸市の地名
- 愛知県 > 瀬戸市 > 地名

瀬戸市の地名（せとしのちめい）では、愛知県瀬戸市内に存在する町名・字名を一覧にして記す。

## 町丁名一覧
| 支所 | 連区名 | 町丁 |
| ---- | ------ | --- |
|      | 道泉   | 西十三塚町、東十三塚町、下陣屋町、上陣屋町、東安戸町、安戸町、道泉町、西谷町、窯神町、背戸側町、仲切町、朝日町、栄町、陶本町1〜6丁目、山脇町、元町1〜3丁目、滝之湯町、京町1・2丁目                                                          |
|      | 深川   | 深川町、宮里町、湯之根町、西印所町、東印所町、泉町、宮脇町、新道町、刎田町、須原町、藤四郎町、東郷町、前田町、杉塚町、薬師町、末広町1〜3丁目                                                                                                |
|      | 古瀬戸 | 古瀬戸町、西古瀬戸町、紺屋田町、五位塚町、馬ケ城町、東古瀬戸町、西拝戸町、東拝戸町、東町、東洞町、南東町、西洞町、仲洞町、寺本町、王子沢町                                                                                                  |
|      | 東明   | 塩草町、太子町、新明町、小空町、東明町、西窯町、中畑町、赤津町、窯元町、針原町、長谷口町、八王子町、白坂町、西白坂町、中白坂町、北白坂町、東白坂町、南白坂町、凧山町、巡間町、惣作町、鐘場町、門前町、西山路町、山路町、東山路町、上山路町  |
|      | 祖母懐 | 南仲之切町、蛭子町、祖母懐町、陶生町、西郷町、仲郷町、一里塚町、中山町、川合町、春雨町、上ノ切町、秋葉町、東茨町、陶栄町、東本町1・2丁目、萩殿町1〜5丁目、塩草が丘1〜4丁目                                                                  |
|      | 陶原   | 西蔵所町、蔵所町、西本町1・2丁目、銀杏木町、西茨町、幸町、東権現町、西権現町、熊野町、陶原町1〜6丁目、東吉田町、水無瀬町、瘤木町、原山町 |
|      | 長根   | 西吉田町、見付町、共栄通1〜7丁目、北浦町1〜4丁目、川端町1〜3丁目、市場町、城屋敷町、東寺山町、西寺山町、東長根町、城ケ根町、神川町、美濃池町、西長根町                                                                                      |
|      | 效範   | 追分町、今池町、汗干町、孫田町、北脇町、效範町1・2丁目、平町1〜3丁目、田端町1・2丁目、川西町1・2丁目、川北町1・2丁目、西山町1・2丁目、 南山町1〜3丁目、東山町、東山町1・2丁目、松原町1〜3丁目、山手町、北山町、やまて坂1〜3丁目、（横山町） |
|      | 水南   | 西追分町、東横山町、水南町、苗場町、東松山町、小金町、進陶町、西松山町1〜4丁目、北松山町1・2丁目、上松山町1・2丁目 |
| 水野 | 水野   | 余床町、曽野町、水北町、穴田町、暁町、上水野町、上本町、川平町、本郷町、十軒町、鹿乗町、日の出町、中水野町1・2丁目、三沢町1・2丁目、小田妻町1・2丁目、内田町1・2丁目、北みずの坂1〜3丁目                                                    |
|      | 西陵   | さつき台1〜5丁目、すみれ台1〜5丁目、ひまわり台1〜5丁目、はぎの台1〜4丁目、ききょう台1〜3丁目、ゆりの台、ふじの台1〜3丁目、みずの坂1〜5丁目                                                                                                  |
|      | 原山台 | 原山台1〜8丁目、菱野台1〜4丁目 |
|      | 萩山台 | 萩山台1〜9丁目 |
|      | 八幡台 | 八幡台1〜9丁目 |
| 品野 | 品野   | 品野町8丁目、広之田町、中品野町、井山町、鳥原町、岩屋町、上品野町、白岩町、片草町、上半田川町、下半田川町、定光寺町 |
| 品野 | 下品野 | 八床町、品野町1〜7丁目、落合町、北丘町、窯町 |
| 幡山 | 山口   | 今林町、石田町、大坂町、池田町、矢形町、柳ケ坪町、宝ケ丘町、八幡町、せいれい町、若宮町1〜3丁目、海上町、屋戸町、広久手町、山口町、田中町、南山口町、掛下町1・2丁目、上之山町1〜3丁目、宮地町、吉野町、大坪町                                |
| 幡山 | 本地   | 高根町1〜3丁目、西原町1・2丁目、東本地町1〜3丁目、駒前町、西本地町1・2丁目、小坂町、坂上町、坊金町、井戸金町、山の田町 |
| 幡山 | 菱野   | 菱野町、福元町、瀬戸口町、幡山町、東菱野町、西米泉町、東米泉町、幡西町、西脇町、羽根町、新田町、弁天町、南菱野町、幡中町、台六町、南ケ丘町                                                                                                  |
| 幡山 | 新郷   | 赤重町、新郷町、幡野町、東赤重町1・2丁目、緑町1・2丁目、白山町1・2丁目 |

## 地名の変遷
括弧内には、関連する年号（特記ない限り発足年）、旧自治体名、旧町・大字名を示す。
1892年に町制施行した東春日井郡瀬戸町が、1929年（昭和4年）に市制施行し瀬戸市が成立した。その当時の地名を以下に記す。
- 瀬戸（1942年廃止）
- 赤津（1925年編入、旧赤津村。1943年廃止）
- 今（1925年編入、旧八白村→旭村[注釈 1]。1954年廃止）
- 美濃ノ池（1925年編入、旧八白村→旧旭村[注釈 1]、1943年廃止）

### 昭和前期に成立した町
市内では1942年から1952年にかけて大字地区からいくつかの町が分立した。以下旧大字ごとに列挙する。
瀬戸
すべて1942年に成立。
- 一里塚町
- 銀杏木町
- 泉町
- 春雨町
- 萩殿町（1982年に1〜5丁目が設置）
- 刎田町
- 西茨町
- 西本町1〜2丁目
- 西印所町
- 西蔵所町
- 西十三塚町
- 西谷町
- 西拝戸町
- 西洞町
- 西郷町
- 西古瀬戸町
- 西権現町
- 陶栄町
- 陶本町1〜6丁目
- 道泉町
- 藤四郎町
- 陶生町
- 陶原町1〜6丁目
- 王子沢町
- 川合町
- 上ノ切町
- 窯神町
- 滝之湯町
- 祖母懐町
- 新道町
- 仲洞町
- 仲郷町
- 中山町
- 仲切町
- 馬ケ城町
- 蔵所町
- 熊野町
- 薬師町
- 山脇町
- 前田町
- 深川町
- 五位塚町
- 古瀬戸町
- 蛭子町
- 寺本町
- 東町
- 朝日町
- 秋葉町
- 幸町
- 栄町
- 宮里町
- 南仲之切町
- 京町1〜2丁目
- 湯之根町
- 東茨町
- 東印所町
- 東権現町
- 東十三塚町
- 東洞町
- 東郷町
- 東古瀬戸町
- 東拝戸町
- 元町1〜3丁目
- 背戸側町
- 末広町1～3丁目
- 須原町
- 杉塚町
- 東本町1～2丁目
- 東安戸町
- 南東町
- 宮脇町
- 安戸町
- 紺屋田町

赤津
すべて1943年に成立。
- 八王子町
- 長谷口町
- 西窯町
- 東明町
- 窯元町
- 太子町
- 惣作町
- 小空町
- 北白坂町
- 新明町
- 白坂町
- 中白坂町
- 東白坂町
- 西白坂町
- 南白坂町
- 針原町
- 凧山町
- 巡間町
- 鐘場町
- 門前町
- 塩草町
- 東山路町
- 上山路町
- 西山路町
- 山路町
- 中畑町
- 赤津町

今
1943年・1952年の2回に分けて町名が設置された。
1943年
- 西寺山町
- 孫田町
- 汗干町
- 北山町
- 南山町（1966年に1〜2丁目が、1968年に3丁目が設置）
- 今池町
- 市場町
- 西山町（1966年に1丁目が、1968年に2丁目が設置）
- 西長根町
- 追分町
- 北脇町
- 川西町（1966年に1〜2丁目が設置）
- 川北町（1966年に1〜2丁目が設置）
- 田端町（1966年に1〜2丁目が設置）
- 平町（1966年に1〜3丁目が設置）
- 水無瀬町
- 見付町
- 城屋敷町
- 東山町
- 東長根町
- 東吉田町
- 東寺山町
- 西吉田町
- 效範町（1966年に1〜2丁目が設置）
- 横山町（1968年に周辺の町[注釈 2]に編入され廃止）

1952年
- 共栄通1〜7丁目（1954年今の残部を編入）
- 北浦町1〜4丁目
- 川端町1〜3丁目

美濃ノ池
すべて1943年に成立。
- 神川町
- 瘤木町
- 城ヶ根町
- 美濃池町

### 1950年代の編入で成立した大字
昭和の大合併にて同市は1951年から1959年にかけて1町2村を編入し、旧町村域に14大字を設置した。これらの大字を編入前の町村ごとに、1906年時点での町村名および廃止年と共に示す。
水野村（1951年編入）
- 上水野（旧上水野村。1984年廃止）
- 中水野（旧中水野村。1964年廃止）
- 下水野（旧下水野村。1964年廃止）

幡山村（1955年編入）
- 菱野（旧幡野村。1985年廃止）
- 本地（旧幡野村。1974年廃止）
- 山口（旧山口村。1985年廃止）

品野町（1959年編入）
- 下品野（旧下品野村。1965年廃止）
- 中品野（旧下品野村。1965年廃止）
- 上品野（旧上品野村。1964年廃止）
- 白岩（旧上品野村。1964年廃止）
- 片草（旧上品野村。1964年廃止）
- 上半田川（旧上品野村。964年廃止）
- 下半田川（旧掛川村。1964年廃止）
- 沓掛（旧掛川村。1964年廃止）

### 3町村編入から現在までに成立した町
のちに戦後の区画整理などによる住居表示により町が発足した。年ごとに列挙する。
1957年
- 上陣屋町（上水野。1984年にも上水野を編入）
- 下陣屋町（上水野）
- 進陶町（上水野）
- 小金町（上水野。1984年にも上水野を編入）
- 西追分町（上水野）
- 東松山町（上水野）
- 西松山町（上水野・中水野。1984年より1〜4丁目がある）
- 東横山町（中水野）
- 水南町（中水野）
- 苗場町（中水野）
- 山手町（中水野）
- 松原町（中水野。1966年に1丁目設置。1968年に2丁目・3丁目が設置され、2022年現在1〜3丁目がある[2]）

1963年
- 緑町（菱野、1985年より1〜2丁目がある）
- 赤重町（菱野）
- 幡野町（本地・菱野）
- 原山町（本地）
- 新郷町（本地）

1964年
- 上本町（上水野）
- 上水野町（上水野）
- 暁町（上水野）
- 穴田町（上水野）
- 水北町（上水野）
- 曽野町（上水野）
- 余床町（上水野）
- 中水野町（中水野。1981年より1〜2丁目が設置）
- 三沢町（中水野。1981年より1〜2丁目がある）
- 川平町（中水野）
- 小田妻町（中水野。1981年より1〜2丁目がある）
- 本郷町（下水野・中水野）
- 十軒町（下水野）
- 鹿乗町（下水野）
- 内田町（下水野。1981年より1〜2丁目がある）
- 上品野町（上品野）
- 白岩町（白岩）
- 片草町（片草）
- 上半田川町（上半田川）
- 下半田川町（下半田川）
- 定光寺町（沓掛）

1965年
- 窯町（下品野）
- 品野町1～8丁目（下品野・中品野）
- 落合町（下品野）
- 八床町（下品野）
- 北丘町（下品野）
- 鳥原町（中品野・下品野）
- 岩屋町（中品野・下品野）
- 井山町（中品野）
- 中品野町（中品野）
- 広之田町（中品野）

1968年
- 東山町1〜2丁目（東山町・西山町・南山町・松原町1・2丁目・山手町。はじめ1丁目。2008年に2丁目が設置され、2022年現在1〜2丁目がある[2][5]）

1970年
- 井戸金町（本地）
- 坊金町（本地）
- 山の田町（本地）
- 駒前町（本地）
- 小坂町（本地）
- 坂上町（本地）
- 東本地町1〜3丁目（本地。はじめ3丁目。1971年に1丁目・2丁目が設置され、2022年現在1〜3丁目がある[2]）

1974年
- 西原町1〜2丁目（本地）
- 高根町1〜3丁目（本地）
- 西本地町1〜2丁目（本地）
- さつき台1〜5丁目（小田妻町・西松山町）
- すみれ台1〜5丁目（小田妻町）
- ひまわり台1〜5丁目（小田妻町）
- はぎの台1〜4丁目（小田妻町）
- ききょう台1〜3丁目（小田妻町）
- ゆりの台（小田妻町）
- 日の出町（小田妻町）

1978年
- 菱野町（菱野、赤重町）
- 福元町（菱野）
- 瀬戸口町（菱野）
- 幡山町（菱野）
- 東菱野町（菱野）
- 西米泉町（菱野）
- 東米泉町（菱野）
- 原山台1〜8丁目（菱野・緑町・原山町・萩殿町）
- 菱野台1〜4丁目（菱野・山口。はじめ1〜2丁目。1980年に4丁目が、1981年に3丁目が設置され、2022年現在1〜4丁目がある[2]）

1979年
- 南菱野町（菱野）
- 幡中町（菱野）
- 台六町（菱野）
- 南ヶ丘町（菱野）
- 幡西町（菱野）
- 西脇町（菱野）
- 羽根町（菱野）
- 新田町（菱野）
- 弁天町（菱野）

1980年
- 八幡台1〜9丁目（緑町・菱野・山口）

1981年
- 宝ケ丘町（山口）
- 八幡町（山口）
- せいれい町（山口）
- 若宮町1〜3丁目（山口）
- 広久手町（山口）
- 南山口町（山口）
- 上之山町1〜3丁目（山口）
- 宮地町（山口）
- 今林町（山口）
- 石田町（山口）
- 大坂町（山口）
- 池田町（山口）
- 矢形町（山口）
- 柳ケ坪町（山口）
- 屋戸町（山口）
- 山口町（山口）
- 田中町（山口）
- 掛下町1〜2丁目（山口）
- 吉野町（山口）
- 大坪町（山口）
- 海上町（山口）
- 萩山台1〜9丁目（菱野・山口・萩殿町）

1984年
- 北松山町1〜2丁目（西松山町・小田妻町2丁目・さつき台5丁目）
- 上松山町1〜2丁目（西松山町・上本町・小田妻町2丁目）

1985年
- 白山町1〜2丁目（緑町・菱野・山口）
- 東赤重町1〜2丁目（赤重町・幡野町・菱野）

#### 1986年以降に成立した町
- ふじの台1〜3丁目（1988年、小田妻町1丁目・ききょう台3丁目）
- やまて坂1〜3丁目（2004年[6]、山手町・ひまわり台4・5丁目）
- みずの坂1〜5丁目（2007年、十軒町・本郷町・ききょう台2・3丁目・はぎの台4丁目[7]）
- 北みずの坂1〜3丁目（2007年、十軒町・本郷町[7]）
- 塩草が丘1〜4丁目（2023年、塩草町[8]）